# Order Imperialny Jarzma i Strzał
Order Imperialny Jarzma i Strzał (hiszp. Orden Imperial del Yugo y las Flechas), w latach 1937−1943 Order Czerwonych Strzał (hiszp. Gran Orden Imperial de las Flechas Rojas) – najwyższe odznaczenie państwowe Państwa Hiszpańskiego, nadawane w latach 1937-1975 za nadzwyczajne zasługi cywilne i wojskowe; ustanowione zostało przez Francisco Franco, jego pierwszego i jedynego wielkiego mistrza.

## Historia
Odznaczenie zostało ustanowione dekretem nr 373 wydanym przez Francisco Franco 1 października 1937 roku pod pierwotną nazwą Order Imperialny Czerwonych Strzał (hiszp. Gran Orden Imperial de las Flechas Rojas). Przesłanką przyznania orderu były najwyższe zasługi dla sprawy narodowej. Mottem orderu była sentencja łacińska Caesaris caesari, Dei Deo (cesarzowi cesarskie, Bogu boskie). Z dniem 27 stycznia 1943 roku odznaczenie zostało przemianowane na Order Imperialny Jarzma i Strzał i obowiązywało jako najwyższe hiszpańskie odznaczenie do końca dyktatury F. Franco w 1975.
Przyjęto pięć klas orderu:
- Wielki Łańcuch (ograniczono do 15 odznaczonych)
- Krzyż Wielki (ograniczono do 200 odznaczonych)
- Wielki Oficer (ograniczono do 500 odznaczonych)
- Komandor (bez ograniczeń)
- Złoty Medal (bez ograniczeń)

## Odznaczeni
Tuż po ustanowieniu orderu na podstawie dekretów specjalnych Wielkimi Kawalerami Orderu Imperialnego Czerwonych Strzał zostali odznaczeni król Włoch Wiktor Emanuel III, kanclerz III Rzeszy Adolf Hitler i włoski duce Benito Mussolini, a w 1940 roku również Joachim von Ribbentrop.